# SONUCI (Niamey)
SONUCI (auch: Cité Sonuci, Koira Kano Nord SONUCI) ist ein Stadtviertel (französisch: quartier) im Arrondissement Niamey I der Stadt Niamey in Niger.

## Geographie
SONUCI befindet sich an der Nationalstraße 1 im Westen des urbanen Gemeindegebiets von Niamey. Zu den benachbarten Siedlungen zählen Yantala Haut im Osten, Koira Kano im Süden und Koubia im Westen. Das Stadtviertel liegt in einem Tafelland mit Sandschicht, die im Norden weniger und Süden mehr als 2,5 Meter tief ist. Es sind keine ausreichenden Abwassersysteme vorhanden und das Stadtviertel ist bei starken Regenfällen überschwemmungsgefährdet. SONUCI zählt zu den reicheren Wohngegenden von Niamey.

## Geschichte
Das Areal war noch in den 1970er Jahren ein unbebautes und baumloses Ackerbaugebiet. Das Stadtviertel entstand nach 1989. Der Staat verkaufte hier die meisten Grundstücksparzellen an die Société Nigérienne d’Urbanisme et de Construction Immobilière (SONUCI). Die staatliche Gesellschaft SONUCI wurde gegründet, um Wohnraum zu schaffen und der in den 1950er Jahren einsetzenden unkontrollierten Grundstücksspekulation in Stadtteilen wie Goudel und Yantala gegenzusteuern. Im nach ihr benannten Stadtviertel ließ die SONUCI die Wasser- und Strominfrastruktur errichten und verkaufte die Grundstücke dann an die Höchstbietenden weiter. Zu den Käufern zählte die nigrische Elite, darunter Anwälte, Offiziere und hohe Politiker sowie Persönlichkeiten aus dem Handel und dem Uran- und Gold-Bergbau.

## Bevölkerung
Bei der Volkszählung 2012 hatte SONUCI 16.608 Einwohner, die in 2937 Haushalten lebten.